# Rostam Batmanglij
Rostam Batmanglij (* 28. listopadu 1983) je americký hudebník (multiinstrumentalista), hudební producent a skladatel.

## Život
Narodil se ve Washingtonu, D.C. do rodiny íránských přistěhovalců, kteří sem přišli nedlouho před jeho narozením. Jeho matka Najmieh Batmanglij se věnovala psaní kuchařských knih, zatímco otec pracoval jako vydavatel. Jeho starší bratr Zal Batmanglij je režisérem a scenáristou. Studoval na Columbia University, kde v roce 2006 založil skupinu Vampire Weekend. Tu opustil v lednu 2016. V roce 2014 spolupracoval s Hamiltonem Leithauserem na jeho albu Black Hours. Rovněž spolupracoval se zpěvačkou Charli XCX. Roku 2016 natočil společně album s Hamiltonem Leithauserem nazvané I Had a Dream That You Were Mine. Následujícího roku vydal své první sólové album Half-Light. Je gay.

## Sólová diskografie
- Half-Light (2017)
- Changephobia (2021)